# ГЕС Гаоша
ГЕС Гаоша (高砂水电站) — гідроелектростанція на сході Китаю у провінції Фуцзянь. Становить передостанній ступінь каскаду на Shaxi, правій твірній Xixi, котра в свою чергу є правою твірною Міньцзян (впадає до Тайванської протоки у місті Фучжоу). 
В межах проекту річку перекрили бетонною гравітаційною греблею висотою 30 метрів та довжиною 316 метрів. Вона утримує водосховище з об’ємом 40 млн м3 та нормальним рівнем поверхні на позначці 103 метра НРМ (під час повені рівень може зростати до 106,7 метра НРМ). Біля лівого берегу облаштований судноплавний шлюз із розмірами камери 128х12 метрів. 
Інтегрований у греблю машинний зал станції обладнали чотирма бульбовими турбінами потужністю по 12,5 МВт, які забезпечують виробництво 200 млн кВт-год електроенергії на рік.
Видача продукції відбувається по ЛЕП, розрахованій на роботу під напругою 110 кВ.